# Idiops harti
Idiops harti är en spindelart som först beskrevs av Pocock 1893.  Idiops harti ingår i släktet Idiops och familjen Idiopidae. Inga underarter finns listade i Catalogue of Life.